# Li Punti
Li Punti is een plaats (frazione) in de Italiaanse gemeente Sassari.

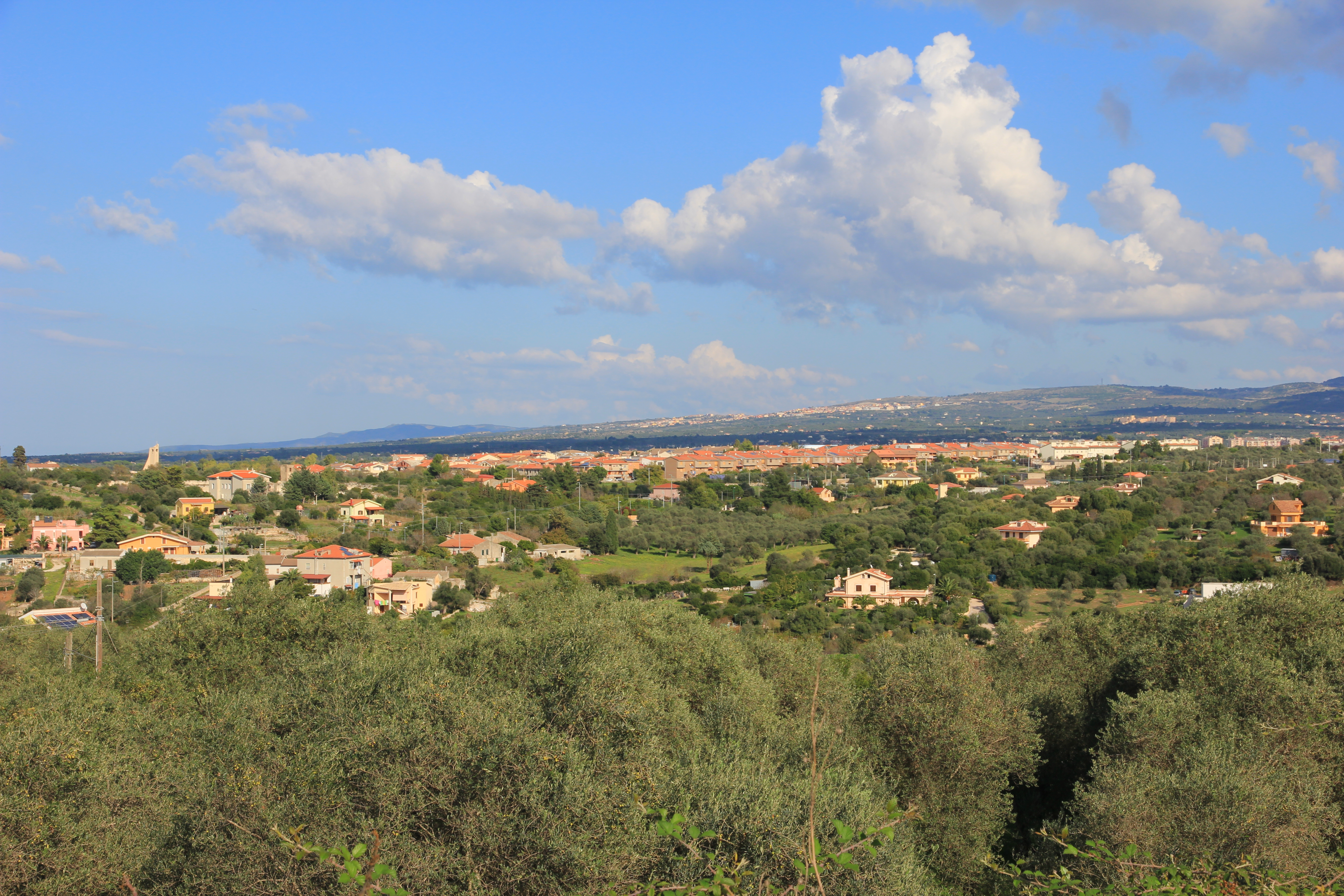
Li Punti